# Ліно Беккаті
Ліно Беккаті (італ. Lino Beccati, 23 травня 1913, Порто-Толле — 6 листопада 1999, Рим) — італійський військовик, учасник Другої світової війни, нагороджений Золотою медаллю «За військову доблесть».

## Біографія
Ліно Беккаті народився 23 травня 1913 року в Порто-Толле. У 1931 році добровільно вступив на військову службу до складу ВМС Італії, був призначений механіком. За два роки отримав звання старшого матроса. Брав участь в експедиції гідрографічного судна «Magnaghi» в Індійський океан. Після повернення до Італії був призначений до складу 1-ї флотилії МАС, що базувалась в Ла-Спеції. Брав участь в Другій італо-ефіопській війні, під час якої ніс службу у штабі морського командування в місті Асмера.
У 1938 році отримав звання корабельного старшини та був призначений на лінкор «Джуліо Чезаре». Зі вступом Італії у Другу світову війну був призначений до складу 10-ї флотилії МАС.
26 березня 1941 року Ліно Беккаті брав участь в рейді на Суда-Бей. Рейд завершився успішно: був пошкоджений важкий крейсер «Йорк» (згодом добитий німецькою авіацією) та танкер «Періклус». Проте сам Ліно Беккаті потрапив у полон. Повернувся до Італії лише 1945 році. Він продовжив службу на флоті, дослужившись до капітана III рангу.
Помер 6 листопада 1999 року у Римі.

## Нагороди
- Золота медаль «За військову доблесть»